# فتیش مبدل‌پوشی
فتیشیسم مبدل‌پوشی (انگلیسی: Transvestic fetishism) یک تشخیص روان‌پزشکی است که برای مردانی اعمال می‌شود که تصور می‌شود علاقه جنسی یا شهوانی بیش از حد به مبدل‌پوشی دارند. این علاقه اغلب در رفتار خودتحریکی بیان می‌شود که با مبدل‌پوشی برای سرگرمی یا مقاصدی دیگر که شامل برانگیختگی جنسی نیست، متفاوت است. تحت نام اختلال مبدل‌پوشی، در دی‌اس‌ام به عنوان انحراف جنسی طبقه‌بندی می‌شود.

## گونه‌ها
برخی از مردان مبدل‌پوش، لباس‌های زنانه مانند شورت، لباس خواب، لباس بیبی‌دال، لباس عروس، لیزپوش، زیردامنی، سینه بند، و انواع دیگر تن‌پوش خواب، لباس زیر، جوراب ساق بلند، جوراب شلواری، کفش و چکمه‌ها، به خصوص با جنسی از ابریشم، ساتن و توری را جمع‌آوری می‌کنند. آنها ممکن است این لباس‌های زنانه را بپوشند و از خود عکس بگیرند در حالی که خیال پردازی‌های خود را انجام می‌دهند.

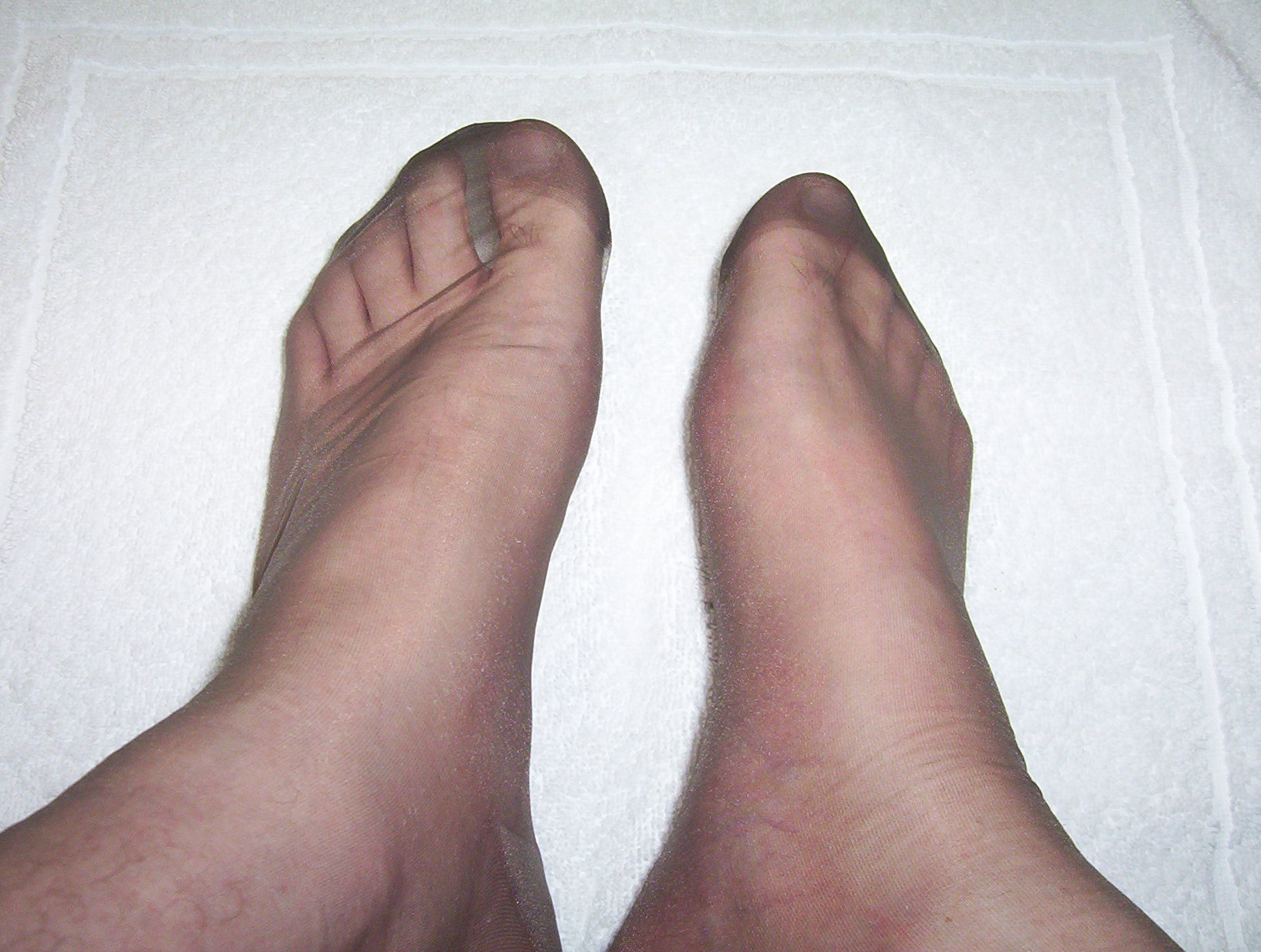
برخی از مردان پارچه شفاف جوراب‌های ساق بلند را بسیار شهوانی می‌دانند
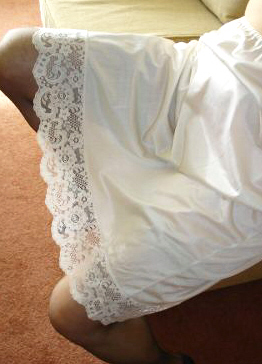
فتیش مبدل‌پوشی شامل لیزپوش نیمه و جوراب